# Черемисов, Игорь Владимирович
Игорь Владимирович Черемисов (5 октября 1958, Баку) — советский и российский футболист, нападающий. Мастер спорта СССР.

## Биография
Воспитанник азербайджанского футбола, занимался в сумгаитской и бакинской СДЮСШОР «Нефтчи», первый тренер — Тофик Рзаев. Выступал за юношескую сборную СССР, в том числе стал автором гола в матче против сверстников из Польши.
Взрослую карьеру начал в 1976 году в составе кировабадского «Прогресса» во второй лиге. В 1977 году включён в состав ведущей команды республики — «Нефтчи» (Баку), но сыграл за неё только один матч в Кубке СССР — 10 апреля 1977 года против минского «Динамо» (0:5). Затем выступал во второй лиге за «Араз» (Нахичевань) и «Хазар» (Ленкорань), в 1981 году в составе «Хазара» стал автором 22 голов.
В 1982 году вернулся в состав «Нефтчи». Дебютный матч в высшей лиге сыграл в первом туре сезона, 26 марта 1982 года против донецкого «Шахтёра», проведя на поле первые 83 минуты. Затем потерял место в основе и ещё в четырёх матчах выходил на замену, а вторую половину сезона снова провёл в Ленкорани. В 1983 году снова вернулся в «Нефтчи» и играл более часто, но в основном выходил на замену. Всего в составе бакинского клуба в высшей лиге сыграл 43 матча, голов не забивал.
После ухода из «Нефтчи» несколько лет выступал за клубы второй лиги из Азербайджанской ССР. В 1990—1992 годах играл во второй лиге СССР и России за «Оку» (Коломна), после чего завершил карьеру.
После окончания карьеры живёт в Коломне. Окончил Азербайджанский государственный институт физической культуры.